# Paralelo 79 N
O Paralelo 79N é um paralelo no 79° grau a norte do plano equatorial terrestre.

## Dimensões
Conforme o sistema geodésico WGS 84, no nível de latitude 79° N, um grau de longitude equivale a 21,31 km; a extensão total do paralelo é portanto 7.672 km, cerca de 19,14 % da extensão do Equador, da qual esse paralelo dista 8.773 km, distando 1.228 km do polo norte.

## Cruzamentos
A partir do Meridiano de Greenwich, seguindo para o leste, esse paralelo 74° passa por:
| País, teritórioi ou mar | Notas |
| ----------------------- | --- |
| Oceano Ártico           | Mar da Groenlândia                                                                                            |
| Noruega                 | Spitsbergen no arquipélago Svalbard                                                                           |
| Oceano Ártico           | Mar de Barents                                                                                                |
| Noruega                 | Terra do Rei Karl no arquipélago Svalbard                                                                     |
| Oceano Ártico           | Mar de Barents Mar de Kara                                                                                    |
| Rússia                  | Ilha da Revolução de Outubro no arquipélago Severnaya Zemlya Ilha Bolchevique no arquipélago Severnaya Zemlya |
| Oceano Ártico           | Mar de Laptev Mar Siberiano Oriental                                                                          |
| Canadá                  | Ilha Ellef Ringnes, Nunavut                                                                                   |
| Canal de Peary          | |
| Canadá                  | Ilha de Axel Heiberg, Nunavut Ilha Stor, Nunavut Ilha Ellesmere, Nunavut                                      |
| Estreito de Nares       | |
| Gronelândia             | Norte e Ilha Norske Øer                                                                                       |
| Oceano Ártico           | Mar da Groenlândia                                                                                            |